# Nick Menza
Nick Menza (født 23. juli 1964 i München, død 21. maj 2016 i Los Angeles) var en tysk trommeslager kendt som tidligere trommeslager for det amerikanske thrash metal-band Megadeth.
Han var søn af den kendte jazztrommeslager Don Menza, og nærede stor interesse for rumvæsner – noget som blev afspejlet på Megadeths album Rust in Peace.
Han har også spillet med Fireball Ministry samt hjulpet eks-Megadethguitarist Marty Friedman med dennes solokarriere.